# Роберт Миранда
Роберт Гај Миранда (енгл. Robert Guy Miranda; рођен 10. априла 1952. у Њу Орлеансу), амерички је позоришни, филмски и ТВ глумац. Можда је најпознатији по улози мафијаша Џоија у филму Поноћна трка из 1988. године.